# Леонор, герцогиня Готландская
Леонор Лилиан Мария, принцесса Швеции, герцогиня Готландская (швед. Prinsessan Leonore Lilian Maria, Hertiginna av Gotland; род. 20 февраля 2014, Нью-Йорк) — первый ребёнок шведской принцессы Мадлен, герцогини Гельсингландской и Гестрикландской, и её супруга, Кристофера О’Нилла; внучка правящего короля Швеции Карла XVI Густава и его супруги королевы Сильвии.

## Биография
Родители Леонор, шведская принцесса Мадлен и Кристофер О’Нилл, американский финансист британского происхождения, познакомились в Нью-Йорке. 25 октября 2012 года состоялась помолвка, 8 июня 2013 года они поженились. В сентябре 2013 года было официально объявлено о беременности принцессы. После свадьбы супружеская пара продолжила жить в Нью-Йорке, где Мадлен работала во Всемирном фонде детства — благотворительной организации, созданной в 1999 году при участии её матери королевы Сильвии (фонд занимается улучшением условия жизни детей во всём мире, особенно в неблагополучных регионах).
Принцесса Леонор, дочь принцессы Мадлен и Кристофера О’Нила, родилась в Нью-Йорке 20 февраля 2014 года в 22:41 по местному времени в Пресвитерианской больнице при Медицинском колледже Вайл-Корнелл.
26 февраля 2014 года в Королевском дворце в Стокгольме состоялось торжественное заседание совета министров Швеции, на котором присутствовали король Карл XVI Густав, кронпринцесса Виктория, спикер шведского парламента Пер Вестерберг и премьер-министр Йон Рейнфельдт. На заседании было объявлено о наречении новорождённой именем Леонор Лилиан Мария и о присвоении ей титула принцессы, герцогини Готландской. Имя Леонор для Швеции является редким: по статистике, в феврале 2014 года лишь у 128 женщин в этой стране оно входило в состав имени, при этом лишь у 35 оно использовалось в качестве первого. Имя Лилиан было дано новорождённой в честь шведской принцессы Лилиан, герцогини Халландской (1915—2013), супруги принца Бертиля, герцога Халландского (1912—1997), родного дяди правящего короля Карла XVI Густава. Принцесса Мадлен присутствовала на её похоронах в марте 2013 года.
В силу закона об абсолютной примогенитуре, действующего в Швеции с 1980 года, является десятой в порядке наследования шведского престола (после кронпринцессы Виктории, принцессы Эстель, принца Оскара, принца Карла Филиппа, принца Александра, принца Габриэля, принца Юлиана, принцессы Инес и своей матери, принцессы Мадлен).

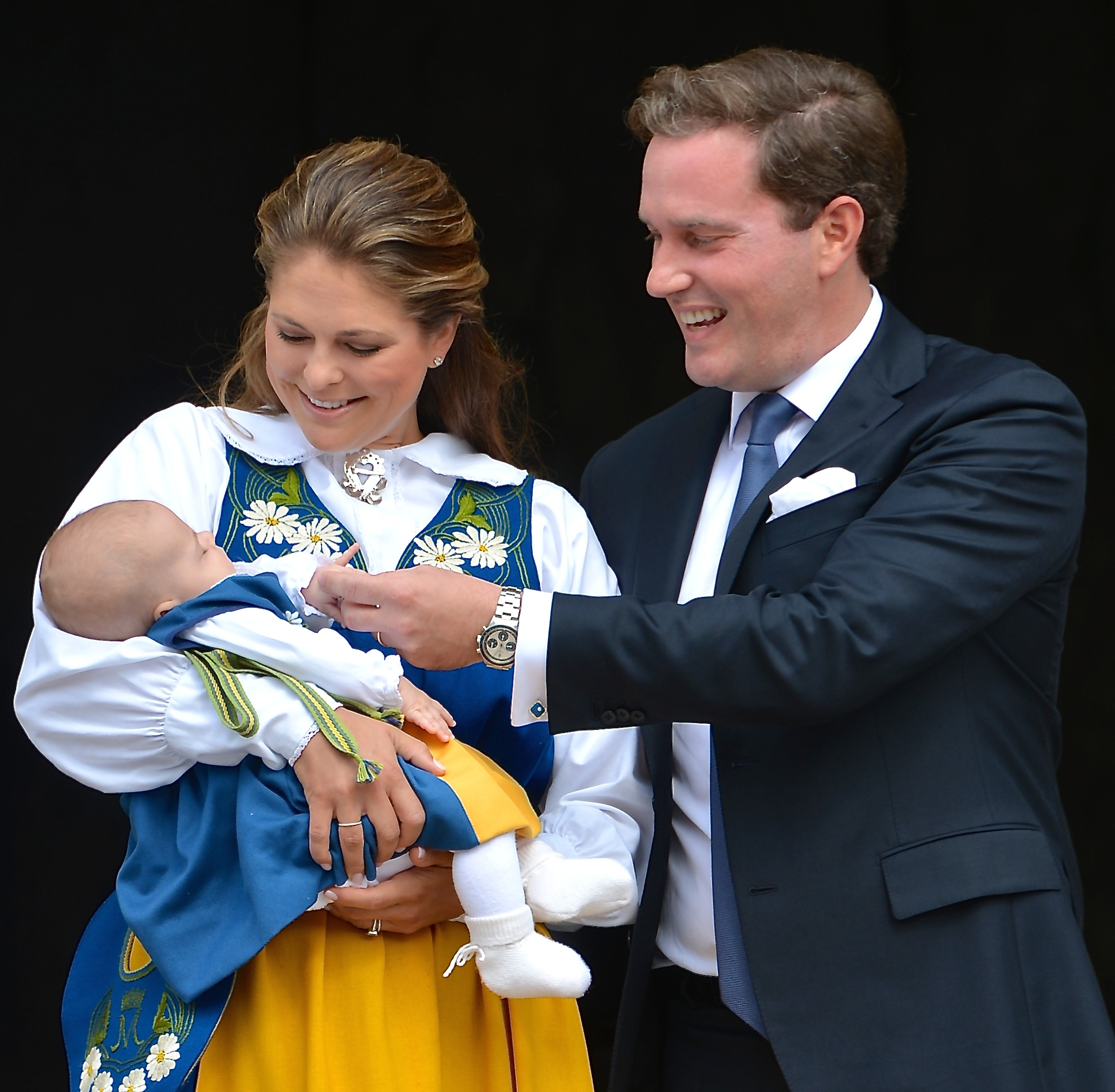
Принцесса Леонор с родителями. Стокгольм, 6 июня 2014 года

2 марта 2014 года в Королевском дворце в Стокгольме состоялся торжественный благодарственный молебен Te Deum, посвящённый рождению принцессы.
Крещение принцессы Леонор состоялось в Стокгольме, в церкви дворца Дроттнингхольм 8 июня 2014 года — в годовщину свадьбы её родителей. Многие средства массовой информации вели прямую трансляцию этого события.
Крёстными принцессы Леонор стали: наследная принцесса Швеции Виктория, Луиза Готтлиб (близкая подруга принцессы Мадлен), Патрик Зоммерлат (кузен принцессы Мадлен по материнской линии), Татьяна д’Або (сестра Кристофера О’Нила), граф Эрнст Абенсперг унд Траун (супруг сестры Кристофера О’Нила Наташи), Алиса Бэмфорд (подруга детства Кристофера О’Нила).
27 апреля 2015 года Леонор совершила свой первый зарубежный визит. Вместе с родителями и бабушкой — королевой Сильвией — она побывала на аудиенции у Папы Римского в Риме.
Сейчас принцесса вместе с родителями и младшим братом Николасом проживает в Лондоне.
3 июня 2016 года принцесса Леонор совершила свой первый официальный визит в «своё» герцогство Готланд.

## Награды
Кавалер Ордена Серафимов (высшего ордена Швеции) с рождения.

## Титул
- Её Королевское высочество, принцесса Леонор Шведская, герцогиня Готландская (до 7 октября 2019).
- С 7 октября 2019 согласно коммюнике об изменениях в шведском королевском доме принцесса Леонор лишена звания Её Королевского Высочества; титулы принцессы и герцогини Готландской, пожалованные королём, за ней сохраняются. В дальнейшем от неё также не будет ожидаться выполнение королевских обязанностей[7].